# Dota Underlords
Dota Underlords — стратегічна free-to-play відеогра розроблена компанією Valve. Видана в ранньому доступі 19 червня 2019 року для Android, iOS, macOS, Microsoft Windows, і Linux. Dota Underlords являє собою унікальну версію модифікації Dota Auto Chess для Dota 2, розроблену Drodo Studios.
Під кінець січня 2020 року Valve сповістила, що планує випустити відеогру з дочасного доступу 25 лютого того ж року. Разом із цим компанія планує розпочати перший сезон, з яким представить новий режим «Міські сутички», нові нагороди та нові предмети тощо.

## Ігровий процес
Dota Underlords нагадує шахи з автоматичним боєм. У матчі одночасно беруть участь 8 користувачів у ролі підлордів Білого Шпиля, що борються за владу. Матч триває кілька раундів проти інших гравців або штучного інтелекту. Гравець виставляє на поле, поділене на клітинки, 5 випадкових героїв Dota 2, що володіють особливими характеристиками та здібностями. Якщо на полі стоять кілька героїв однієї категорії, вони отримують бонуси. Гравець може на свій розсуд розташувати героїв перед початком раунду, проте не впливає на бій — герої рухаються та атакують автоматично, залежно від своїх характеристик і здібностей.
Сутичка відбувається в форматі «1 на 1», кожному з учасників випадковим чином підбирається противник з числа інших учасників. Герої гравця розташовуються знизу поля, противника — вгорі, та починається автоматичний бій. Кожен учасник має запас очок здоров'я. Після закінчення сутички програлі втрачають очки здоров'я, залежно від того, наскільки сильні герої лишилися в противника на кінець раунду. Але всі гравці винагороджуються монетами — переможці отримують трохи більше, а також отримують додаткові за серію перемог. За ці монети можна купити нових героїв, або предмети, що посилюють їх.
За монети, або збір аналогічних героїв, герої отримують досвід, що збільшує їхні характеристики. З часом зростає шанс появи сильніших героїв, яких можна виставити на поле. Втративши всі очки здоров'я, учасник вибуває з матчу. Матч продовжується доти, поки не лишиться єдиний переможець.
Оплативши бойову перепустку, гравець отримує доступ до нового оформлення героїв та полів і системи розвитку.

## Статистику завантажень
- За перший тиждень з моменту релізу гру завантожило понад 10 мільйонів користувачів на різних платформах.
- На початку липня 2019 року активна аудиторія швидко зросла до 1 мільйона унікальних гравців на день.
- За півроку експлуатації, станом на січень 2020 року, накопичена аудиторія перевищила 35 мільйонів Install на мобільних та ПК платформах.
- На піку популярності в червні-липні 2019 року в гру щоденно грало більше 2 мільйонів користувачів.
- За 2023 рік гра завантажилася ще більш ніж 20 мільйонів разів, незважаючи на зростання конкуренції в жанрі.
- Станом на 2024 рік кількість унікальних користувачів DOTA Underlords за місяць перевищує 1 мільйон.

## Випуск
Dota Underlords розробляється корпорацією Valve та заснована на Dota Auto Chess — популярній модифікації гри Dota 2, створеній студією Drodo Studio у 2019 році. Оскільки Dota Auto Chess швидко стала популярною, маючи понад 7 мільйонів гравців до квітня 2019 року, Valve звернулися до творців модифікації, щоб обговорити спільну роботу над випуском Dota Auto Chess як самостійної гри. Проте, обидві компанії не змогли дійти згоди та пішли на компроміс: Drodo Studio випускає гру з тією ж механікою, але без згадок Dota 2, а Valve натомість розробляє подібну гру з героями своєї Dota 2. Underlords стала першою грою від Valve на рушієві Source 2, випущеною від початку на мобільних платформах.